# Zulyani Hidayah
Zulyani Hidayah (ur. 1956 w Bukittinggi) – indonezyjski antropolog i etnograf. Jego zainteresowania naukowe koncentrują się m.in. wokół relacji międzykulturowych, konfliktów międzyetnicznych, etnografii ludów indonezyjskich, ekologii człowieka i antropologii kultury kulinarnej.
Doktoryzował się w 2002 r. na Uniwersytecie Indonezyjskim. Jego dorobek obejmuje szereg książek z zakresu antropologii, wśród których jest m.in. encyklopedia ludów indonezyjskich (Ensiklopedi Suku Bangsa di Indonesia), wydana także w wersji anglojęzycznej. Jest to jedna z dwóch nowoczesnych tego typu publikacji na rynku indonezyjskim (drugą z nich sporządził M. Junus Melalatoa).

## Wybrane publikacje
Źródło.
- Sistem Kepemimpinan Tradisional Asmat, Irian Jaya (1994)
- Ilmu Pengetahuan Sosial daerah Timor Timur (1994)
- Kepemimpinan Tradisional Daerah Lahat (1994)
- Ensiklopedi Suku Bangsa di Indonesia (1997, 2015)
- Makanan Melayu Sejak Zaman Sriwijaya (1997)
- Bunga Rampai Dinamika Masyarakat Masa Kini (2004)